# Cruelty-free
Cruelty-free, nel movimento per i diritti degli animali è un termine spesso usato per etichettare prodotti o attività che indicano che non danneggia gli animali. Questi prodotti sono prodotti che non sono stati testati su animali o ottenuti da organi di animali. I test sugli animali sono crudeli per i sostenitori dei diritti degli animali e questi test sono spesso dolorosi e causano la sofferenza e la morte di milioni di animali ogni anno.